# Hypselaster affinis
Hypselaster affinis is een zee-egel uit de familie Schizasteridae.
De wetenschappelijke naam van de soort werd in 1948 gepubliceerd door Theodor Mortensen.